# O Conceito do nosso Grande Poder
O Conceito do Nosso Grande Poder (NHC VI, 4) é um texto gnóstico que faz parte da Biblioteca de Nag Hammadi que explica a história da salvação de forma apocalíptica. A menção à heresia anomoeanista indica uma data de antes ou durante a última parte do século IV e a referência a "o leste" como "o lugar onde o Logos primeiro apareceu" sugere que o autor viveu em algum lugar a oeste da Palestina.

## Conteúdo
Quem conhece nosso grande poder tornar-se invisível. O fogo é incapaz de consumir tal pessoa, ao contrário, a purificará. E destruirá tudo aquilo que possua. Pois todos aqueles em quem aparecer a minha forma, com sete dias de vida a 120 anos de idade, serão salvos.

Introdução de O Conceito do Nosso Grande Poder
O O Conceito do Nosso Grande Poder é uma exposição por vezes complexa e inconsistente sobre a salvação, o tratado pode ser chamado de apocalipse gnóstico cristão ou um apocalipse cristão com tendências gnósticas.
O texto proclama momentos importantes na história da salvação, providenciando uma visão gnóstica da criação, do dilúvio, a origem do mal, o Salvador descendo até o inferno e humilhando os arcontes, um anticristo e a consumação final. Nos moldes das histórias apocalípticas, a história é dividida em vários períodos principais: o Aeon carnal que é terminado pelo dilúvio, o eon psiquico ou natural quando o Salvador aparece e o aeon indestrutível do futuro.